# 太岳1943年秋季战役
太岳1943年秋季战役，中国称为太岳1943年秋季反“扫荡”，是中国抗日战争中，中日双方发生的战役。